# Циветы
Циве́ты, или виве́рры (лат. Viverra), — род хищных млекопитающих из семейства виверровых. Обитают в субтропических и тропических странах Африки и Азии.

## Название
В англоязычных странах род цивет называется исключительно виверрами (Viverra), а понятие циветы (Civet) является более широким. К ним, кроме собственно рода цивет, относят следующие роды: цивета Оустона, выдровая цивета, калимантанская цивета, полосатая цивета, трёхполосая цивета, сулавесская цивета, гималайская цивета, африканская цивета, малая цивета, мусанг. В России же род виверр часто называют просто циветами.

## Образ жизни

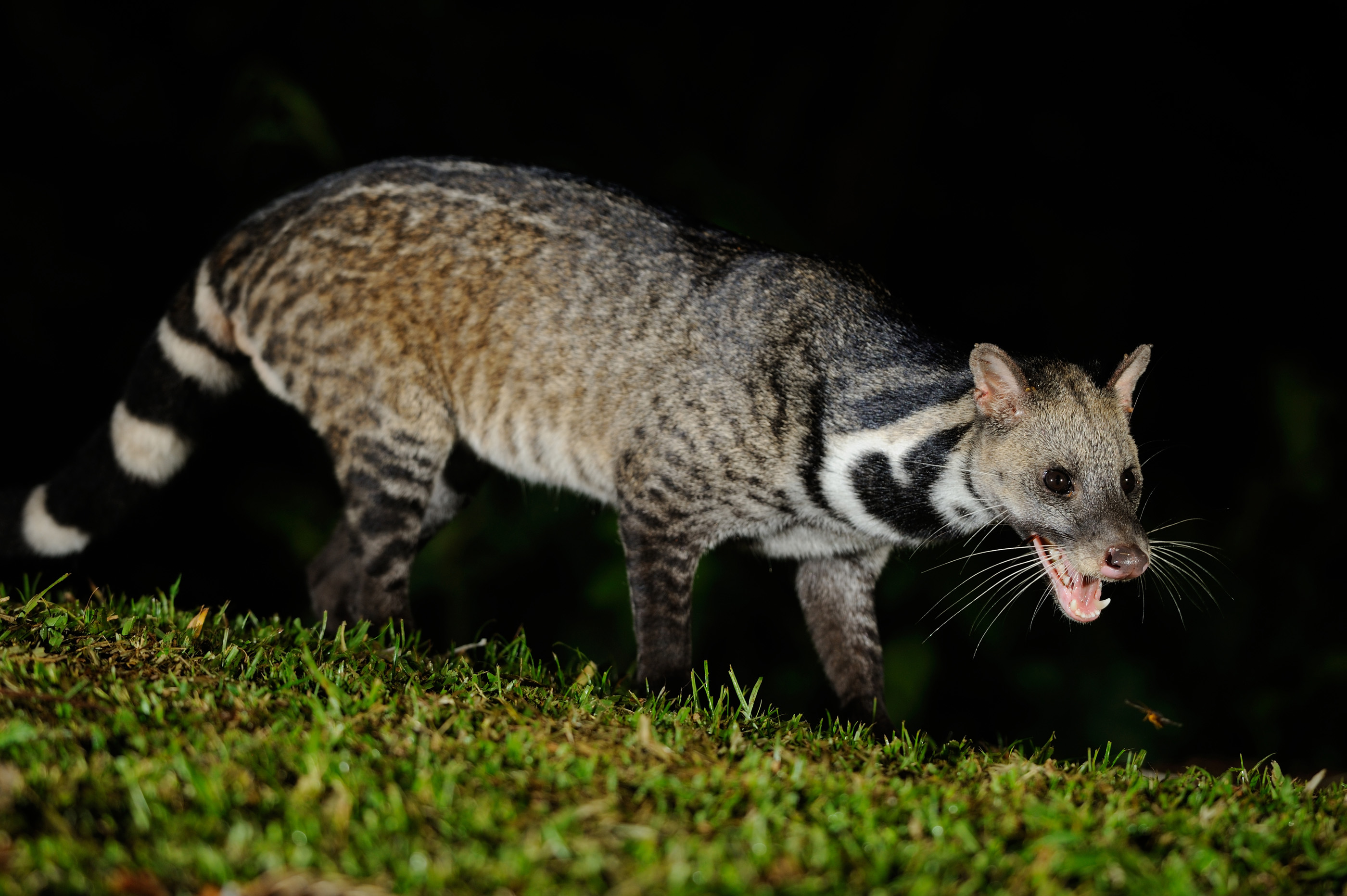
Азиатская цивета

Циветы устраивают на границах своих участков отхожие места, которые служат своеобразными «почтовыми ящиками» для живущих по соседству сородичей. Кроме того, большинство цивет оставляют пахучие послания, помечая деревья и кусты секретом промежностных желез.
Циветы – хищные животные, в природе питаются мелкими насекомыми и другими животными. Кофейные зёрна не являются основой рациона цивет, в диких условиях животные используют кофе как источник дополнительных элементов и способ очистить кишечник. Животные крайне редко питаются кофе в естественных условиях обитания, так как основу рациона составляет животный протеин. 
Особенность цивет — поедать кофейные ягоды — человек использует в своих целях. Зёрна, прошедшие через пищеварительный тракт цивет, собирают и, слегка обжаривая, варят из них своеобразный кофе копи-лувак. Рыночная стоимость такого кофе намного выше натурального зернового кофе. Собирают испражнения лувака в джунглях Индонезии, Филиппин, Вьетнама и Южной Индии. В некоторых из этих стран существуют квоты на лимит сбора и продажи лувака.

## Виды
В роде цивет (Viverra) 5 видов, из которых 1 вид является вымершим:
- Малабарская цивета (Viverra civettina)[5]
- Крупнопятнистая цивета (Viverra megaspila)[6]
- Тангалунга (Viverra tangalunga)[6]
- Большая цивета (Viverra zibetha)
- †Цивета Лики (Viverra leakeyi)

## Тяжёлый острый респираторный синдром (ТОРС)
Считается[кем?], что циветы стали промежуточным звеном, через которое тяжёлый острый респираторный синдром (атипичная пневмония) передался от летучих мышей людям.